# Radio London
Radio London  (рус. Радио Лондон) — студийный альбом Бориса Гребенщикова (БГ), который должен был быть вторым, но в силу ряда причин им не стал. Записан в Великобритании и СССР.

## История создания
Альбом представляет собой набор песен в виде demo который должен был стать 2-м альбомом БГ, выпущенным на CBS. Все песни были написаны в Лондоне, куда в начале 1990-го года Борис Гребенщиков переехал вместе с семьёй на квартиру, которую сняла для него фирма CBS. В Лондоне он встречается с басистом группы «Eurythmics» Чучо Мэрченом и начинает записывать в его студии demo-версии своих новых англоязычных песен. Запись полноценного альбома затягивалась из-за конфликта по поводу продюсера альбома: Гребенщиков настаивал на том, чтобы продюсером стал Рей Купер и чтобы к записи подключился Джордж Харрисон, а CBS настаивала на выборе любого другого продюсера. В конце концов сама фирма CBS прекратила своё существование, влившись в японскую фирму Sony. К концу 1990-го года Гребенщиков убедил руководство этой фирмы расторгнуть с ним контракт, после чего, не найдя другой звукозаписывающей фирмы для записи альбома, возвратился вместе с семьёй обратно в СССР. Demo-записи альбома были забыты на долгое время и вышли только в 1996 году по инициативе Андрея Гаврилова.
Помимо англоязычных песен в Лондоне были записан demo-версии песен «Королевское утро», «Как нам вернуться домой», «Горный хрусталь» (эти записи вышли в 1998 году на сборнике «Кунсткамера») и «Елизавета» (песня вошла позже в «Русский альбом» БГ).

## В записи приняли участие
- Борис Гребенщиков — вокал, гитары, аранжировки
- Чучо Мэрчен — запись, продюсирование и аранжировки, бас-гитара
- Мартин Чемберс — барабаны
- Джонатан — клавиши

## Список композиций
Музыка и текст во всех песнях — БГ.
1. Up in smoke (3:03)
2. Eloise (3:57)
3. Heading for the Absolute One (3:03)
4. Best years of our lives (4:03)
5. Listen to the Quiet One (3:30)
6. Can’t stop repeating your name (3:56)
7. Beautiful blue train (3:47)
8. Annie of the nightingales (4:17)
9. Under the good sun (4:09)
10. Promises of eden (5:49)
11. The Angel calling (4:03)
12. Up in smoke (clever-clever version) (2:58)

- 1—7, 12 записаны на «Chucho Merchan’s Studio», North London. Запись — Чучо Мэрчен.
- 8, 9 записаны в студии Дэйва Стюарта «The Church London». Запись — Крис Шихэн.
- 10, 11 записаны в ДК «Связи», Ленинград, Россия. Запись — Олег Гончаров.